# Državna cesta D212
D212, državna cesta u Baranji smjerom jugozapad-sjeveroistok od državne ceste D7, preko Kneževih Vinograda do Batine, Dunava i graničnog prijelaza Batina (granica Republike Srbije), dugačka 22.1 km.
Ta se cesta odvaja od državne ceste D7 između Belog Manastira i Kozarca i prolazi pored Karanca i kroz naselja: Kneževi Vinogradi - Suza - Zmajevac - Batina. Prolazi južno od Banske kose, do Kneževih Vinograda ravnicom, a onda njenim južnim padinama Banske kose, s dosta zavoja, uspona i padova, naročito na ulazu u Suzu, na izlazu iz Zmajevca i na ulazu u Batinu, u koju se ulazi vrlo strmim padom, koji zimi zadaje velike probleme vozačima. Od državne ceste D7 do Kneževih Vinograda cesta D212 prolazi trasom nekadašnje željezničke pruge Beli Manastir - Batina. Taj dio ceste izgrađen je krajem 60-ih godina 20. stoljeća. Kod Karanca, južno od ceste, još uvijek se nalazi zgrada nekadašnje željezničke stanice Karanac (na slici).
Početkom 90-ih godina 20. stoljeća, prema ranijim planovima, izgrađena je cesta od Zmajevca do Batine trasom stare željezničke pruge, kojom su izbjegnuti usponi u Zmajevcu i Batini i koja je zimi mnogo sigurnija za promet od postojeće ceste. 
Državna cesta D212 križa se s državnom cestom D7, županijskim cestama Ž4018, Ž4037, Ž4042 i lokalnim cestama L44010, L44011, L44018, L44037, L44042.

## Daljinar državne ceste D212 (D7-Kneževi Vinogradi-Batina)
| Mjerno mjesto                           | Udaljenost od nule | Udaljenost između mjernih mjesta |
| --------------------------------------- | ------------------ | -------------------------------- |
| Državna cesta D7                        | 0                  | 0                                |
| Karanac                                 | 2,9                | 2,9                              |
| Kneževi Vinogradi (Ž4042)               | 6,2                | 3,3                              |
| Kneževi Vinogradi (Dom kulture)         | 7,3                | 1,1                              |
| Kneževi Vinogradi (Ž4037)               | 7,4                | 0,1                              |
| Suza (skretanje za Mirkovac)            | 12.3               | 4,9                              |
| Suza (Kovač-čarda)                      | 13,7               | 1,4                              |
| Zmajevac (Dom kulture)                  | 15,2               | 1,5                              |
| Zmajevac (odvajanje ceste ispod brda)   | 15,9               | 0,7                              |
| Županijska cesta Ž4018 (Draž)           | 19,8               | 3,9                              |
| Batina (skretanje za Batinski spomenik) | 21,1               | 1,3                              |
| Batina (skretanje u mjesto)             | 21,8               | 0,7                              |
| Batina (most, Dunav)                    | 22,5               | 0,7                              |